# IC 4756
IC 4756 ist ein offener Sternhaufen vom Trumpler-Typ III2m im Sternbild Serpens, der eine scheinbare Helligkeit von 4,6 mag hat. Das Objekt wurde im Jahre 1859 von Thomas William Webb entdeckt.